# Карл Август фон Хоенлое-Кирхберг
Карл Август фон Хоенлое-Кирхберг (на немски: Karl August von Hohenlohe-Kirchberg; * 6 април 1707 в Кирхберг ан дер Ягст, Щутгарт; † 17 май 1767 в Кирхберг ан дер Ягст, Щутгарт) е граф (1737 – 1767), от 1764 до 1767 г. първият княз на Хоенлое-Кирхберг.

## Биография
Той е син на граф Фридрих Еберхард фон Хоенлое-Кирхберг (* 24 ноември 1672; † 23 август 1737) и първата му съпруга графиня Фридерика Албертина фон Ербах-Фюрстенау (1683 – 1709), дъщеря на граф Георг Албрехт II фон Ербах-Ербах, господар на Фюрстенау-Райхенберг (1648 – 1717), и Анна Доротея Христина фон Хоенлое (1656 – 1724). Внук е на граф Хайнрих Фридрих фон Хоенлое-Лангенбург (1625 – 1699) и втората му съпруга графиня Юлиана Доротея фон Кастел-Ремлинген (1640 – 1706).
Между 1738 и 1745 г. Карл Август престроява резиденцията дворец Кирхберг с италианския архитект Леополдо Рети (1704 – 1751). Той умира на 17 май 1767 г. на 60 години в Кирхберг ан дер Ягст, Щутгарт.

## Фамилия
Първи брак: на 4 януари 1728 г. в дворец Оберзулцбург в Зулцбюрг с графиня Шарлота Амалия фон Волфщайн (* 19 юни 1706; † 24 октомври 1729), дъщеря на граф Кристиан Албрехт фон Волфщайн (1672 – 1740) и съпругата му графиня Августа Фридерика фон Хоенлое-Нойенщайн (1677 – 1772). Те имат един син: 
- Кристиан Фридрих Карл (1729 – 1819), 2. княз на Хоенлое-Кирхберг (1767 – 1806), женен I. на 4 юни 1760 г. в Лангенбург за Луиза Шарлота фон Хоенлое-Лангенбург (1732 – 1777), II. на 9 октомври 1778 г. във Филипсайх за Филипина София Ернестина фон Изенбург-Бюдинген (1744 – 1819)

Втори брак: на 1 юни 1730 г. в Нюрнберг с графиня Сузанна Маргарета Луиза фон Ауершперг (* 17 февруари 1712; † 12 септември 1748), дъщеря на граф Волфганг Енгелберт фон Ауершперг (1664 – 1723) и Анна Емеренция София фон Ауершперг (1676 – 1747). Те имат децата:
- Кристиана Фридерика София (1731 – 1787)
- Фридрих Вилхелм (1732 – 1796 в Прага), принц на Хоенлое-Кирхберг, командващ генерал на Бохемия, женен на 7 май 1770 г. в Кирхберг ан дер Ягст за Фридерика Мария Йохана Ройс (1748 – 1816)
- Карл Фердинанд Август (1734 – 1744)
- Август Лудвиг (1735 – 1780), генерал-майор на Вюртемберг
- София Магдалена (1736 – 1743)
- Фридрих Еберхард (1737 – 1804), полковник на Вюртемберг, женен на 9 май 1778 г. в Кастел за Албертина Рената фон Кастел (1735 – 1804)
- Каролина Августа Мария (1739 – 1739)
- Августа Елеонора Луиза (1741 – 1741)
- Карл Албрехт (1742 – 1743)

Трети брак: на 21 януари 1749 г. в Хилдбургхаузен с принцеса Каролина София фон Хоенлое (* 8 януари 1715; † 21 август 1770), дъщеря на 1. княз Йохан Фридрих II фон Хоенлое-Нойенщайн-Йоринген (1683 – 1765) и Доротея София фон Хесен-Дармщат (1689 – 1723). Те имат две деца:
- Фридрих Карл Лудвиг фон Хоенлое-Кирхберг (1751 – 1791), полковник, женен I. на 10 август 1778 г. във Вертхайм ам Майн за Фридерика Каролина Вилхелмине Амьона фон Льовенщайн-Вертхайм-Вирнебург (1757 – 1839), II. на 19 декември 1787 г. в Лаубах за Христиана Луиза фон Золмс-Лаубах (1754 – 1815)
- София Юлиана Мария Фридерика Каролина (1753 – 1755)